# پاترسیا مورائیس
پاترسیا مورائیس (انگلیسی: Patrícia Morais؛ زادهٔ ۱۷ ژوئن ۱۹۹۲) بازیکن فوتبال اهل پرتغال است.
وی همچنین در تیم‌های ملی فوتبال Portugal women's national under-19 football team و زنان پرتغال بازی کرده‌است.